# Framura
Framura – miejscowość i gmina we Włoszech, w regionie Liguria, w prowincji La Spezia.
Według danych na rok 2004 gminę zamieszkuje 746 osób, 41,4 os./km².